# Coggia
Coggia (kors. Coghja) – miejscowość i gmina we Francji, w regionie Korsyka, w departamencie Korsyka Południowa.
Według danych na rok 1990 gminę zamieszkiwało 538 osób, a gęstość zaludnienia wynosiła 17 osób/km².